# Тайная спальня
«Тайная спальня» (The Secret Bedroom) — роман американского писателя Р. Л. Стайна. Он издавался в 90-х в серии «Школьный триллер» под названием «Тайна заколоченной спальни».     

## Сюжет
Леа Карсон — новенькая. В первый день она испачкала свитер Марси, за что та её невзлюбила. Парень Марси, Дон, назначает свидание Леи. Её родители переехали на улицу Страха. В новом доме на чердаке Лея находит заколоченную дверь, за которой более ста лет назад произошло страшное убийство. Из-за двери она слышит чьё-то дыхание. Вскоре Леи звонит Марси и говорит, что Дон не назначил ей свидание, а просто пошутил. В школе Дон извиняется. Марси пытается разыграть её, но безуспешно. Лея хочет отомстить Марси. Дома Лея слышит шаги, доносящиеся из заколоченной спальни, а позже из комнаты сочится кровь.
Дон назначает свидание Леи в пиццерии. Примчавшись туда, она застаёт Дона с Марси. Дома она вновь слышит шаги. Лея решает раскрыть тайну и идёт на чердак. Она замечает, что дверь, хотя была поставлена сто лет назад, выглядит как новая. Из-за двери раздаётся голос, просящий открыть дверь. Открыв дверь, Лея видит девочку-привидение. Она рассказывает, что давно родители убили её, и с тех пор её дух обитает здесь. Лея просит призрака испугать Марси, но дух калечит Марси, а затем вселяется в Лею, подчиняя её своей воле. Лея снова приходит на чердак, но видит заколоченную дверь.
Призрак объясняет, что она завладела её рассудком. То, что она отпирала дверь померещилось Леи. На самом деле призрак сам заколотил эту дверь, потому что там «таится зло». Лея отпирает ту дверь и видит двух скелетов. Оказывается, это родители девочки-призрака, которая жестоко убила их. Скелеты убивают призрака. Лея просыпается в больнице и узнаёт, что она была в больнице неделю и решает, что вся история с призраков ей померещилась. Она поднимается на чердак и видит заколоченную дверь. Но рядом она видит ленточку призрака, следовательно, история произошла на самом деле.